# SV Langenau 08
Der SV Langenau 08 (offiziell: Sportverein Langenau 08 e.V.) war ein Sportverein aus dem Kreuztaler Ortsteil Langenau im Kreis Siegen-Wittgenstein, der 1908 gegründet wurde. Die erste Fußballmannschaft nahm einmal am DFB-Pokal teil.

## Geschichte
Der SV Langenau 08 wurde am 10. Mai 1908 unter dem Namen FC Concordia Langenau gegründet und spielte über viele Jahrzehnte in unteren Spielklassen. Im Jahre 1988 gelang der Mannschaft der Aufstieg in die seinerzeit viertklassige Verbandsliga Westfalen. Ein Jahr später qualifizierten sich die Langenauer zum ersten und einzigen Mal für den DFB-Pokal und unterlagen in der ersten Runde den Stuttgarter Kickers mit 0:6. In der Saison 1992/93 erreichte der Verein mit Rang vier den sportlichen Zenit, verpasste aber ein Jahr später den Aufstieg in die Oberliga Westfalen, für den der vierte Platz gereicht hätte.
Schließlich stiegen die Langenauer im Jahre 1996 wieder in die Landesliga ab und stürzte in den folgenden Jahren bis in die unterste Spielklasse, der Kreisliga C hinab. Im Jahre 2008 stand der Verein vor dem Ausschluss vom Spielbetrieb, nachdem er Verbandsabgaben in Höhe von 3.774,37 Euro nicht fristgerecht begleichen konnte. Anschließend wurde er vom FLVW ausgeschlossen.
Seither ist der Verein nur noch unter dem Namen Sportverein Langenau 2008 im Tischtennissport aktiv. Eine Tischtennisabteilung wurde im SV Langenau bereits 1968 gegründet, zudem besaß man von 1919 bis 1926 eine Leichtathletikabteilung.

## Persönlichkeiten
- Jan Majewski
- Andreas Wieczorek